# Sofiane Diop
Sofiane Diop (Tours, 9 juni 2000) is een Frans-Marokkaans profvoetballer die bij voorkeur als offensieve middenvelder speelt. Hij verruilde in 2022 AS Monaco voor OGC Nice.

## Clubcarrière
Diop is afkomstig uit de jeugdacademie van Tours FC, US Chambray en Stade Rennais. In 2018 speelde hij tien wedstrijden voor het tweede elftal van Stade Rennais, waarin hij tweemaal tot scoren kwam. In 2018 trok Diop transfervrij naar AS Monaco. Op 11 augustus 2018 debuteerde de aanvallend ingestelde middenvelder in de Ligue 1.

## Interlandcarrière
Diop kwam reeds uit voor meerdere Franse nationale jeugdteams. In 2021 debuteerde hij voor Frankrijk –21. In 2023 werd bekendgemaakt dat Diop zijn interlandcarrière bij het Marokkaanse elftal zal vervolgen.